# 帕尔迪略
帕尔迪略是葡萄牙阿威罗区的一个堂区。总面积15.87平方公里，总人口4175人，人口密度263.1人/平方公里。